# Parectonura ciliata
Genre
Espèce
Parectonura ciliata, unique représentant du genre Parectonura, est une espèce de collemboles de la famille des Neanuridae.

## Distribution
Cette espèce est endémique de Nouvelle-Calédonie. Elle se rencontre sur le mont Panié.

## Description
Parectonura ciliata mesure de 0,6 à 0,9 mm.

## Publication originale
- Deharveng, 1988 : Collemboles Poduromorpha de Nouvelle-Calédonie 5. Deux genres nouveaux de Neanurinae (Neanuridae). Mémoires du Muséum National d'Histoire Naturelle Série A Zoologie, vol. 142, p. 45-52 (texte intégral).